# История Нью-Гэмпшира
История Нью-Гэмпшира начинается с заселения этой территории человеком. К моменту появления первых европейцев около 1600 года здесь проживали в основном племена абенаков, которые говорили на алгонкинских языках. В 1623 году колонист Дэвид Томсон основал первое поселение в Нью-Гэмпшире. В 1629 году Джон Мэйсон получил земельный грант на эту территорию, но вскоре умер, и его владения распались на четыре отдельных поселения, которые вошли в состав колонии Массачусетс, и только в 1689 году выделились в Провинцию Нью-Гэмпшир. Колонистам пришлось вести войны с местными индейцами, крупнейшей из которых стала Война Даммера. Колония оказалась ближе прочих колоний к французским владениям, из-за чего на её территории прошло много конфликтов во время англо-французских войн в XVIII веке. Западная часть колонии стала известна как Нью-Гэмпширские земельные участки и долгое время была предметом спора, пока не превратилась в независимую республику Вермонт.
Когда началась американская революция, Нью-Гэмпшир одним из первых присоединился к боевым действиям и сформировал три пехотных полка для Континентальной армии. В январе 1776 года колония Нью-Гэмпшир приняла Конституцию и стала независимым штатом Нью-Гэмпшир. 21 июня 1788 года Нью-Гэмпшир стал 9-м штатом, который ратифицировал Конституцию США.
В 1830-е года на севере штата существовала непризнанная Республика Индиан-Стрим, которая в 1835 году была присоединена к Нью-Гэмпширу. В 1857 году в штате было официально запрещено рабство. Когда началась гражданская война, штат сформировал для федеральной армии 18 пехотных полков и ещё дополнительные части, всего более 30 000 человек. После войны в штат прибыло много мигрантов франко-канадцев, численность которых достигала 16 %.

## Доколониальная история

### Археологическая история
Первые люди (Палеоиндейцы) появились на северо-востоке континента приблизительно в конце последнего оледенения, известного так же как Висконсинское оледенение, примерно 10 000—8 000 лет до нашей эры. В то время уровень океана был ниже, а поверхность суши во многих местах занята ледниковыми озёрами. Соответственно, признаки присутствие человека обнаруживаются на высотах вокруг бывших озёр. Люди в то время жили небольшими коллективами, перемещаясь вслед за стадами животных. До 1970 года на территории Нью-Гэмпшира было обнаружено лишь несколько артефактов той эпохи, в основном наконечников Кловисского типа, и только в 1973 году была открыта стоянка Уиппл, нижние слои которой датируются примерно 11-м тысячелетием до настоящего времени. В 1992 году была открыта стоянка Торн, датированная концом палеоиндейской эпохи, а в 1995 было обнаружено несколько стоянок, получивших название Комплекс реки Исраэль.
За Палеоиндейские периодом последовал Архаический период, когда человеку стал доступен больший набор растений и животных, население выросло, а возможности для перемещения стали ограничены. Архаические культуры восточного побережья США обычно выделяют в отдельный Восточно-Архаический тип. В Нью-Гэмпшире большинство археологических объектов относятся именно к этому периоду, что объясняется его продолжительностью: около 7000 лет, с 8000 до 1200 года до нашей эры, и ростом населения в ту эпоху. В массе это находки того же типа, что и в других восточных штатах, и только к концу периода формируются уникальные для региона черты. К раннему архаическому периоду относятся каменные наконечники типа Кирк и Палмер, а также найдено много наконечников из кварца. В средний Архаический период появляются крупные стоянки вдоль больших рек (стоянки Невилл, Смит и Эдди). Люди всё так же использовали кварц, но начали использовать и магматические породы. В поздний архаический период количество стоянок резко увеличивается, и они часто начинают использоваться повторно.
Столетия конца архаической эпохи (1300—1000) обычно выделяют в отдельный Переходные период (Transitional stage), когда ещё не было керамики, но уже изготавливалась посуда из камня. В Нью-Гэмпшире лишь недавно было обнаружено несколько артефактов той эпохи.
За Архаическим периодом последовал Вудлендский период, когда появилась керамика и изделия из неё: посуда и курительные трубки, а человек стал активнее использовать в пищу растения и перешёл к более оседлому образу жизни. На северо-востоке США период длился примерно с 1000 года до нашей эры до 1600 года нашей эры, и характерен долговременными поселениями и зачаточным сельским хозяйством, но в Нью-Гэмпшире наличие поселений с укреплениями и сельского хозяйства пока не доказано. Вудлендский период изучается в основном по многочисленным находкам керамики в долине реки Мерримак, сделанным в 1980-е годы. Эпоха завершилась появлением европейцев, когда население региона сильно сократилось из-за эпидемий.

### Первые исследования
Первым европейцем, исследовавшим берега Новой Англии стал итальянец Джованни да Вераццано, который в 1524 году предположительно высадился в устье реки Пискатакуа, где торговал с местными жителями. Он утверждал, что ещё ранее эти берега посещали португальцы. По сообщениям 1520-х и 1530-х годов, побережье Новой Англии часто посещали рыболовные суда Англии, Франции и Португалии. В 1602 году эти места посетил Бартоломью Госнольд, после чего некоторые участники его экспедиции в 1603 году предприняли новое исследование под руководством Мартина Принга. Он поднялся на 20 миль вверх по реке Пискатауа и описал её, но не нашёл ничего ценного, отчего англичане потеряли интерес к этом землям. Однако, в 1614 году реку Пискатауа посетил капитан Джон Смит, который так же исследовал острова Айлс-оф-Шоалс и дал им название острова Смита. Смит описал Пискатауа как идеальную гавань и стал настаивать на необходимости основания там колонии.
В 1620 году королём был создан Совет Новой Англии, председателем которой стал сэр Фернандо Горджес. Он сразу же выдал патент на землю отцам-пилигримам, который основали Плимутскую колонию на подведомственной ему территории. В 1622 году грант получил Дэвид Томсон, который поселился в устье реки Пискатакуа, но покинул это место через четыре года. В том же 1622 году Горджес и Джон Мэйсон получили патент на основание колонии Мэн. Потом обоих отвлекли европейские войны, а 7 ноября 1629 года они разделили свой патент на две части: Мэйсон получил землю между реками Мерримак и Пискатакуа, и назвал колонию «Нью-Гэмпшир» в честь своей родины, графства Гэмпшир. Через несколько дней Мэйсон получил патент на Компанию Лакония, предполагая наладить торговлю с ирокезами на озере Лакония, о существовании которого писал Шамплейн. Он основал несколько торговых постов на реке Пискатакуа, но не смог обнаружить упомянутого Шамплейном озера, и не смог наладить прибыльную торговлю. В 1634 году компания Лакония обанкротилась и прекратила своё существование.
C 1630 по 1633 год землями восточнее Массачусетса управлял (от имени Горджеса и Мэйсона) капитан Уолтер Нил, который считается первым колониальным губернатором Нью-Гэмпшира. Он построил в колонии первое укрепление, известное впоследствии как Форт Уильям и Мэри.
Мэйсон надеялся сохранить за собой хотя бы колонию Нью-Гэмпшир, но он умер в 1636 году, и его смерть, как и ликвидация Совета Новой Англии в 1635 году, привели колонию в полный упадок.
В середине 1620-х годов Эдвард и Уильям Хилтоны присоединились к поселенцам Томсона, а когда в 1626 году Томсон покинул поселение, они с частью поселенцев переселились выше по реке и основали поселение Хилтонс-Пойнт (Современный Довер). В 1631 году Эдвард получил патент на эти земли, но на них претендовала так же колония Массачусетс, поэтому во избежание конфликта Хилтоны продали патент бристольским пуританам. Поселение Хилтонс-Пойнт (Довер) считается сейчас старейшим поселением в Нью-Гэмпшире и одним из первых в США.

### Союз с Массачусетсом
В 1639 году поселенцы Довера пожелали присоединиться к Массачусетсу, и были охотно приняты. В 1641 году аналогичное желание высказали поселенцы Строуберри-Бэнка, и в результате Массачусетс получил все земли к западу от реки Пискатакуа, кроме Эксетера, но в 1643 году и он был присоединён. Жители поселений Нью-Гэмпшира сохранили свои суды и право платить только те налоги, что установили себе сами. В 1643 году все земли между Мерримаком и Пискатакуа были объединены в округ Норфолк. В 1644 году были установлены границы между Довером и Строуберри-Бэнк, а затем и между остальными поселениями. В 1646 году была проложена дорога через Хэмптонские болота, а в 1647 году — дорога из Харвихилла в Эксетер. В те годы наследники Джона Мэйсона пытались вернуть себе Нью-Гэмпшир, но они были лоялистами, а колония была на стороне парламента и Кромвелля, и в условиях Английской революции могла не опасаться Мэйсона. Когда же к власти вернулись Стюарты, сторонникам Мэйсона помешали войны с Голландией и индейцами.
В 1653 году поселение Строуберри-Бэнк насчитывало уже 50 или 60 семей и могло выставить 70-80 вооружённых ополченцев, что позволило ему претендовать на статус города, и был официально признан городом под новым именем — Портсмут.
За годы союза с Массачусетсом жители поселений Нью-Гэмпшира привыкли к церковному самоуправлению и общинным собраниям. Их феодальное сознание сменилось сознанием свободных людей, которые дорожили своими правами и неприязненно относились к бесконтрольной власти. Они привыкли к строгим законам Массачусетса, хотя самые жёсткие законы колонии не исполнялись в Нью-Гэмпшире. Они строили церкви и школы, участвовали в расширении Харвардского университета, успешно развивали сельское хозяйство и коммерцию.

### Война короля Филиппа
Отношения между колонистами Массачусетса и индейцами постепенно осложнялись: колонисты занимали индейские земли и истребляли дичь в лесах, и в итоге племя вампаноагов начало войну, известную как Война короля Филипа. Она закончилась в 1676 году и не затронула Нью-Гэмпшир, но часть вампаноагов бежала в верховья Мерримака к мирным индейцам-Пеннакукам. В сентябре 1676 года те и другие явились на встречу с колонистами в Довер, где были вероломно захвачены в плен. Пеннакуков отпустили, а всех вампаноагов отправили в Бостон. Это событие испортило отношение жителей Нью-Гэмпшира с пеннакуками.

## Провинция Нью-Гэмпшир
Жителей поселений Нью-Гэмпшира вполне устраивало существование в юрисдикции Массачусетса, но королевская администрация решила выделить их в отдельную коронную колонию. 18 сентября 1679 года король Карл II учредил должность президента и Совет, и это решение вступило в силу 21 января 1680 года. Массачусетс лишился юрисдикции над Нью-Гэмпширом, и был назначен первый королевский губернатор, Джон Катт. Майор Ричард Уолдрон стал вице-президентом. В том же году собралась Ассамблея колонии, которая приняла ряд законов и сформировала ополчение: каждый город выставлял пехотную роту, в форте стояла одна артиллерийская рота, и ещё предполагалась одна кавалерийская рота. Ополчением командовал майор Уолдрон. Один из потомков Мейсона добился членства в Ассамблее, вызвал большое недовольство населения и в итоге в 1681 году бежал в Англию. В том же году умер президент Катт. Президентом временно стал Уолдрон, вплоть до прибытия Эдварда Крэнфилда в октябре 1682 года.
Мейсон вернулся вместе с новым губернатором, которому было приказано отстаивать его интересы. Губернатор сразу же оказался в конфликте с ассамблеей колонии и распустил её, что привело к Восстанию Гова, исторически первому восстанию в истории Новой Англии. Инициатором был Эдвард Гов, делегат ассамблеи от Хэмптона, который считал губернатора и его сторонников католиками. Восстание было подавлено, 15 февраля 1683 года прошёл суд над Говом, он был признан виновным и приговорён к казни, но помилован и выслан в Англию. Но губернатор так и не смог договориться с нью-гэмпширцами, и весь 1684 год для колонии были в расстройстве. В 1685 году Крэнфилд был отозван и обвинён в превышении полномочий. В том же году скончался король Карл II, королём стал его брат Яков II, который решил изменить принципы управления Новой Англии. Все колонии были объединены в Доминион Новой Англии под управлением Эдмунда Андроса. Новые власти не признали претензий Мейсона, а в 1688 году он умер, передав свои права по наследству сыновьям Джону и Роберту Мейсонам. Авторитарное правление Андроса быстро вызвало раздражение населения, и когда в Англии произошла Славная революция, Андрос тоже был свергнут. Нью-Гэмпшир при этом оказался без какой-либо власти.
В январе 1690 года собрался конвент делегатов от поселений Нью-Гэмпшира (кроме Хэмптона), который принял решение просить Массачусетс о восстановлении союза вплоть до того, как будет известна воля короля. На решение конвента повлияли в основном известия о начале войны с Францией. 372 поселенца подписали петицию Массачусетсу, и были приняты в союз.

### Война короля Вильгельма
Индейцы были враждебно настроены к колонистам ещё со времени предательства Уолдрона 1676 года, но на этот раз на их стороне была Франция, которая начала войну (Войну Аугсбургской лиги) с Англией за интересы Якова II. В 1689 году началась Война короля Вильгельма: индейцы напали на Довер, убили майора Уолдрона, сожгли несколько домов и угнали в рабство 29 человек. В 1690 году губернатор Новой Франции Луи де Фронтенак начал снабжать индейцев оружием и выдавать премии а скальпы поселенцев. Набеги индейцев продолжались в 1692 и 1693, а власти Массачусетса не оказывали содействия. В 1694 году индейцы напали на поселение Ойстер-Ривер. Французы планировали крупное вторжение, но так и не успели его начать: в 1699 году был заключён мирный договор с индейцами в Каско. Ещё ранее, в 1697, был заключён Рисвикский мирный договор с Францией. Это была самая длинная и разрушительная из всех англо-французских войн в Новой Англии: она длилась 10 лет и унесла жизни 400 человек.

### Война королевы Анны
В 1701 году началась Война за испанское наследство. В 1703 году губернатор Массачусетса Джозеф Дадли заключил договор с индейцами, но они всё равно вступили в войну (известную как Война королевы Анны) на стороне Франции в том же году и совершили несколько набегов на Нью-Гэмпшир. После недолгого перерыва набеги продолжились в 1706 и 1707, затем в 1709, 1710 и 1711 годах. В 1713 году Англия заключила с Францией Утрехтский мир, а вскоре после этого был заключён мир с индейцами. Война осложнила жизнь колонии, хотя естесственый прирост населения компенсировал потери. Война, в которой вынужденно участвовали и женщины и дети, научила колонистов методам войны в лесу и научила их ценить свою свободу. «После такой школы эти люди уже не могли нести ярма рабства, — писал Джон Макклинток, — теперь они стали свободными людьми».

### Война Даммера
После 1713 года мир длился около десяти лет, но в июне 1722 года индейцы совершили несколько набегов на города Мэна, что привело к объявлению войны 25 июля. Губернатор Массачусетса запросил у Нью-Гэмпшира отряд в 70 человек для обороны Мэна, но у Нью-Гэмпшира не хватало ополченцев даже для обороны своей границы. Индейцы действовали в основном по наущению французского проповедника Себастьяна Раля, который призывал их к священной войне против протестантов. Война длилась два года: только в 1724 году ополченцы атаковали абенакское поселение Норриджвок, сожгли его и убили отца Раля. В его вещах нашли переписку с губернатором Канады, и её предъявили губернатору с предложением заключить мир. Губернатор отказал, но индейцы согласились на мирные переговоры в Бостоне. Был заключён мир, который соблюдался впоследствии 25 лет.

### Отделение от Массачусетса
Сразу после отставки Белчера Беннинг Вентворт стал бороться за отделение Нью-Гэмпшира от Массачусетса. У него нашлись друзья при дворе, он сумел добиться своего, и в итоге в 1741 году Нью-Гэмпшир снова стал отдельной коронной провинцией, а Вентворт был назначен её первым королевским губернатором. Он сразу же начал решать пограничный спор с Массачусетсом, и быстро решил его в пользу Нью-Гэмпшира, и даже сумел вернуть в состав провинции город Конкорд. Вентворт в большом количестве продавал земли, обычно тауншипами размером в 500 акров. Покупателями часто были коммерсанты из Массачусетса. Он продавал земельные гранты у реки Коннектикут, как на её восточном берегу, так и на западном, на который претендовал штат Нью-Йорк. Только в 1761 году губернатор продал 60 участков на западном берегу, всего же их было продано 138. Одно из основанных там поселений он назвал в свою честь Беннингтоном. Так образовалась спорная территория, известная как Нью-Гэмпширские земельные участки, которая впоследствии обособилась в штат Вермонт.
В 1750 году Вентворт построил себе в Портсмуте резиденцию на 40 комнат (изначально 50), которую украсил дорогой мебелью и китайским фарфором. Она известна сейчас как дом Вентворта-Кулиджа. Это была самая роскошная резиденция в Новой Англии, вызывавшая и восхищение и насмешки. Здесь Вентворт женился и здесь он умер; свадьба Вентворта и его резиденция впоследствии упоминались в стихах поэта Лонгфелло.
При Вентворте в 1744 году началась Война короля Георга. В 1745 году Новая Англия сформировала армию для захвата Луисбурга. В Портсмуте был набран полк для этой экспедиции. В июне Луисбург был взят, а один из колоколов города увезён в Портсмут. По условиям Аахенского мира Луисбург был возвращён Франции, но нью-гэмпширцы получили боевой опыт, и многие из участников осады впоследствии стали участниками войны за независимость.

### Война с французами и индейцами
В 1754 году из-за соперничества в Огайо началась война с Францией, известная как Война с французами и индейцами. В кампанию 1755 года были предприняты четыре похода против французов, в частности поход Уильяма Джонсона на Краун-Пойнт, в котором принял участие нью-гэмпширский полк под командованием Роберта Роджерса и Джона Старка. Этот полк стал известен как Рейнджеры Роджерса. В 1756 году отряд Роджерса базировался в форте Уильям-Генри, откуда совершил 13 рейдов на территорию противника, а в 1757 году участвовал в неудачном походе на Луисбург. В январе того года нью-гемпширцы участвовали в первом сражении на снегоступах, в котором Роджерс был тяжело ранен. В 1760 году пали Квебек и Монреаль, после чего Роджерс был отправлен на запад, чтобы занять оставшиеся французские форты.
Победа в войне с Францией избавила Нью-Гэмпшир от индейских набегов, поэтому поселенцы, которые раньше концентрировалось у побережья, теперь начало расселяться вглубь континента и осваивать верховье реки Мерримек. Первые колонисты вели простую жизнь: жили в бревенчатых домах, питались скромно, почти не знали чая и кофе, и почти не читали книг кроме Библии.
Но завершение войны привело к обострению конфликта между Нью-Гэмпширом, который претендовал на земли к западу от реки Коннектикут (Нью-Гэмпширские участки), и Нью-Йорком, который считал эту территорию своей. В июле 1764 года король постановил, что спорная территория принадлежит Нью-Йорку, а западный берег реки Коннектикут является западной границей провинции Нью-Гэмпшир. Это решение вызвало бурю недовольства у поселенцев западного берега Коннектикута, которые привыкли к самоуправлению и не желали подчиняться Нью-Йорку, с его централизованной системой управления. Но только Американская революция дала поселенцам шанс избавиться от власти Нью-Йорка.

## Американская революция
В 1765 году парламент Великобритании принял закон о гербовом сборе, который вызвал недовольство во всех колониях. Распределителем гербовых марок в Нью-Гэмпшире был назначен Джордж Миззерв, который прибыл из Англии в Бостон, осознан непопулярность закона и сразу подал в отставку со своего поста. Губернатор Уэнтворт был уже немолод, он не захотел идти против общественного мнения, и не предпринял никаких мер для приведения закона в исполнение. Ассамблея Массачусетса предложила колониям собрать делегатов на Конгресс Гербового акта для обсуждения ситуации. Нью-Гэмпшир не прислал делегатов, но одобрил все решения Конгресса. В 1766 году к власти в Англии пришло правительство Рокингема, которое отменило гербовый закон. Губернатор Уэнтворт подал в отставку из-за конфликта с Торговой палатой, и губернатором провинции был назначен его племянник, Джон Уэнтворт. Он оказался популярным администратором, а быстрый экономический рост колонии отвлёк внимание поселенцев от споров о налоговой политике парламента. Губернатор был в хороших отношениях с лордом Рокингемом, но правительство Рокингема продержалось у власти всего год.
Губернатор поощрял строительство дорог и содействовал открытию Дартмутского колледжа в 1769 году. В 1771 году провинция была поделена на пять округов: Рокингем, Страффорд, Хилсборо, Чешир и Графтон. В 1761 году были учреждены города Канаан, Энфилд, Лебанон, Хановер, Лим, Орфорд, Бат, Лиман, Холдернесс, Марлоу, Гоффстаун, Лемпстер, Грэнтем, Ньюпорт и Плейнфилл, Но заселялись они позже: Канаан в 1766 году, Ньюпорт в 1763, Лим в 1764, Орфорд, Хановер и Бат в 1765. Между тем нарастал кризис в отношениях с Великобританией, и в отношениях губернатора с Асамбеей. 8 июня 1774 года Уэнтворт распустил Ассамблею, но она не разошлась, а разослала письма по городам с призывом собрать делегатов на конгресс всей провинции и с просьбой собрать денег на финансирование этого конгресса. 21 июля 1774 года в Эксетере собрались 85 делегатов на Первый провинциальный конгресс Нью-Гэмпшира. Этот конгресс избрал Натаниеля Фолсома и Джона Салливана делегатами на Континентальный конгресс в Филадельфии.
В декабре 1774 года британское правительство запретило ввозить в колонии оружие и порох. Нью-Гэмпширский Комитет спасения сразу сформировал роту, которая под командованием Джона Салливана и Джона Лэнгдона захватила арсенал в форте Уильяма и Мэри и вывезла 100 бочек пороха, много ружей и 15 орудий. Впоследствии это оружие было использовано в сражении при Банкер-Хилле.
19 апреля 1775 года в Массачусетсе произошли столкновения ополченцев с британскими войсками (сражения при Лексингтоне и Конкорде), что привело в волнение весь Нью-Гэмпшир и 1400 человек были сразу направлены в Массачусетс под командованием полковника Натаниеля Фолсома. В мае в Эксетере собрался Провинциальный конгресс, который постановил расширить армию до трёх полков: их возглавили Джон Старк, Инек Пур и Джеймс Рид. Полки Рида и Старка были отправлены к Бостону, где 17 июня приняли участие в сражении при Банкер-Хилл. В этом бою нью-гэмпширцы занимали левый фланг американской позиции, первые попали под атаку британской армии, и сумели её отбить. Старк потерял 15 человек убитыми и 45 ранеными (из 582), Рид потерял 3 человек убитыми и 29 ранеными (из 488).
Между тем губернатор пытался уговорить Ассамблею Нью-Гэмпшира пойти на примирение с Великобританией, но его усилия ник чему не приводили. 13 июня он сбежал в форт Уильяма и Мэри, который прикрывали орудия корабля Скарборо, и это событие положило конец королевской власти в колонии. 23 августа Скарборо отплыл в Бостон вместе с губернатором.
Бегство губернатора оставило провинцию вообще без всякой власти. К ноябрю жители колонии стали думать о том, как создать своё независимое правительство, как можно более эффективное, не повторяющее ошибок европейских правительств. 28 декабря в Эксетере собрался Пятый провинциальный конгресс, который постановил сформировать новое гражданское правительство. 5 января 1776 года конгресс принял документ, который фактически стал первой конституцией Нью-Гэмпшира. Через полгода, 4 июля, Континентальный конгресс принял Декларацию независимости, которая через две недели была опубликована в Нью-Гэмпшире. При этом Нью-Гэмпшир продолжал называться провинцией, и только осенью 1776 года он был официально переименован в штат, вслед за другими колониями. Весной 1776 года были набраны 3000 человек, которых свели в три полка под командованием Старка, Пура и Рида, и под общим командованием бригадного генерала Салливана. Летом Салливан командовал дивизией под Нью-Йорком, попал в плен во время сражение при Лонг-Айленде и был отпущен по обмену.
Три нью-гэмпширских полка участвовали в отступлении Континентальной армии через Нью-Джерси, в сражении при Трентоне 26 декабря и в сражении при Принстоне 3 января 1777 года. Весной 1777 года у полков истекли сроки службы и они были распущены. Старк покинул армию. Были сформированы новые три полка под командованием Силли, Хэйла и Скеммеля. Той же весной британский генерал Бергойн начал Саратогскую кампанию: наступление из Канады на Нью-Йорк. В начале июля британцы захватили форт Тикондерога, а в августе совершили рейд на территорию Вермонта. Генерал Старк принял независимое командование небольшим отрядом, выступил им навстречу и разбил британцев в сражении при Беннингтоне. Этот успех помог американцам отбить британскую атаку в Первом сражении при Саратоге, в котором участвовало много нью-гэмпширцев, в частности, в бригаде Инека Пура. В сентябре они были задействованы во Втором сражении при Саратоге. После капитуляции Бергойна их отправили на соединение с армией Вашингтона в лагере Велли-Фордж.
В июне 1778 года бригада Пура участвовала в сражении при Монмуте, а в августе генерал Салливан атаковал британцев в Род-Айленде, но потерпел неудачу. В 1779 году нью-гэмпширцы участвовали в Экспедиции Салливана в земли ирокезов. Несколько подразделений участвовали в осаде Йорктауна, где был смертельно ранен полковник Скэммель.

## Межвоенный период

### Отношения с Вермонтом
В 1770-е годы поселенцы западного берега реки Коннектикут обособились в Республику Вермонт, а в 1778 году некоторые города Вермонта проголосовали за вхождение под юрисдикцию Нью-Гэмпшира. Это вызвало протесты Нью-Йорка, и обсуждение этого конфликта в Конгрессе затянулось до конца войны. 8 февраля 1781 решение о присоединении к Нью-Гэмпширу было повторно одобрено поселенцами и делегатами Нью-Гэмпшира. Но Нью-Йорк протестовал, Джордж Вашингтон поддержал его позицию, и в итоге 23 августа 1782 года Конгресс постановил, что река Коннектикут останется западной границей Нью-Гэмпшира. На этом территориальный спор прекратился. Некоторые жители западного берега ещё высказывали желание присоединиться к Нью-Гэмпширу, но штат решил ввязываться в рискованные проекты.

### Конституция 1784 года
Конституция 1776 года была временным документом, и очень быстро выявились все её недостатки. В феврале 1783 года было решено разработать новую систему управления штатом, и населению дали год на совещания, осуждения и предложения. Несколько проектов конституций были созданы и отвергнуты ещё в 1779, 1781 и 1782 годах. В июне 1783 года собрался ещё один конвент и появился ещё один проект конституции. В это время стало известно о заключении мира с Великобританией, и это способствовало тому, что проект был принят и Новая конституция вступила в силу в первую среду июня 1784 года. Эта конституция была во многом скопирована с конституции Массачусетса 1780 года авторства Джона Адамса. Она объявляла Нью-Гэмпшир «свободным, суверенным и независимым штатом», хотя многие политики не признавали суверенитета штатов. Статья 16-я утверждала, что никто не должен дважды быть наказан за одно и то же нарушение. Это был первый случай появления этой нормы и впоследствии она вошла в Конституцию США. Глава исполнительной власти назывался «президентом», он был одновременно президентом сената и не имел права вето. Основным автором конституции 1784 года считается судья Джон Пикеринг.
В том же году собралась новая легислатура штата. Она выбрала делегатов на Континентальный конгресс, хотя потом состав делегации изменился и на конгресс прибыли Эбиэль Фостер, Самуэль Ливермор, Пирс Лонг и Эайша Пэйн. Ливермор, Бартлетт и Салливан были назначены в комитет по ревизии законов штата. Мешах Уир, возглавлявший исполнительную власть с 1776 года, был избран президентом штата.
После 1784 года почти 4 года прошли бессобытийно. Президентом штата в 1785 году стал Джон Лэнгдон, а в 1786 году Джон Салливан. Легислатура разбиралась с вопросами налогов, денежного обращения, и тд. Между тем в сентябре 1787 года была принята Конституция США, которую от Нью-Гэмпшира подписали Джон Лэнгдон и Николас Гилман. 13 февраля 1788 года в Эксетере собрался ратификационный конвент, президентом которого был избран Джон Салливан. Ковент не смог прийти к согласию и был перенесён на июнь. К этому времени 8 штатов уже ратифицировали конституцию и для её вступления в силу нужен был решающий 9-й голос. Через 4 дня голосование на конвенте пришло к результату 47 против 47. Наконец, Самуэль Ливермор убедил делегатов от округа Графтон поддержать конституцию, и необходимое большинство было получено. Нью-Гэмпшир стал 9-м штатом, ратифицировавшим конституцию, и с момента ратификации она вступила в силу, что упростило процесс ратификации остальными штатами.
Джон Ленгдон и Пэйн Уингейт были выбраны первыми сенаторами Конгресса США от Нью-Гэмпшира.

### Статьи
- Steven P. McGiffen. Ideology and the Failure of the Whig Party in New Hampshire, 1834-1841 (англ.) // The New England Quarterly. — The New England Quarterly, Inc., 1986. — Vol. 59, iss. 3. — P. 387—401.